# Élections en Moldavie

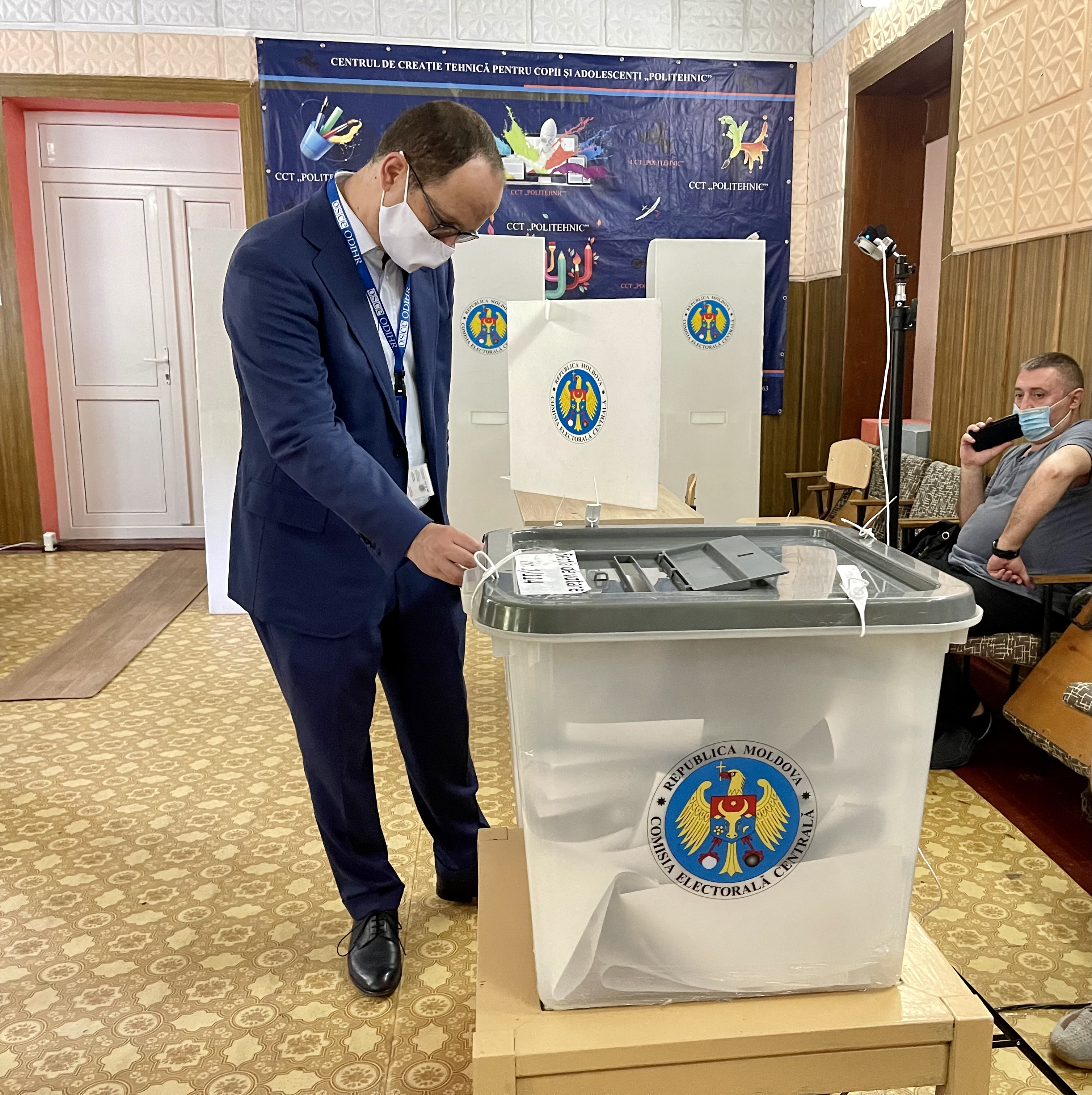
Élections législatives moldaves de 2021

Des élections ont lieu en Moldavie.

## Historique
Jusqu'en 2016, les élections nationales directes en Moldavie étaient uniquement législatives pour élire tous les quatre ans un Parlement monocaméral de 101 députés, qui élisaient ensuite, à la majorité qualifiée des 3/5es, le président de la République, pour deux mandats consécutifs au maximum. Depuis un changement constitutionnel de 2016, les élections présidentielles ont également lieu au suffrage universel direct.

## Présidentielles
Le Président de la république de Moldavie est élu au scrutin uninominal majoritaire à deux tours pour un mandat de quatre ans renouvelable une seule fois de manière consécutive. Est élu le candidat ayant recueilli la majorité absolue des suffrages exprimés au premier tour, à condition que le quorum de participation de 33 % des inscrits ait été franchit. À défaut, un second tour est organisé entre les deux candidats arrivés en tête, et celui recueillant le plus de voix est déclaré élu, sans condition de participation.

## Législatives
Les 101 députés du Parlement de Moldavie sont élus pour un mandat de quatre ans au scrutin proportionnel plurinominal avec listes fermées et seuil électoral de 5 % dans une unique circonscription nationale. Ce seuil passe à 7 % pour les listes présentées conjointement par deux partis et à 11 % pour les listes présentées par des coalitions de trois partis ou plus. Dans le cas de candidats sans étiquettes, le seuil est abaissé à 2 %,.
Les listes sont obligatoirement composées d'un minimum de 40 % de candidats de l'un ou l'autre sexe. La loi électorale n'impose cependant pas l'alternance des sexes des candidats sur les listes,.

## Élections gagaouzes
La collectivité territoriale autonome (UTA) de Gagaouzie bénéficie d'un statut spécial, avec l'élection d'un gouverneur, le Bashkan, et d'une assemblée territoriale propre, l'assemblée populaire. Les modalités des élections sont régies par la Loi sur le statut spécial de la Gagaouzie. Elles ont lieu au scrutin universel direct, secret et libre.

### Gouverneur
Le Gouverneur de Gagaouzie est élu au scrutin uninominal majoritaire à deux tours pour un mandat de quatre ans renouvelable indéfiniment. La campagne électorale officielle a lieu au cours des soixante jours précédant le scrutin ,. Le candidat ayant recueilli plus de 50 % des voix au premier tour ou, à défaut, lors d'un second tour organisé quatorze jours plus tard entre les deux candidats arrivés en tête au premier tour, est déclaré élu. 
L'élection est déclarée valide à la condition que la participation ait été d'au moins 50 % des inscrits pour un premier tour, et 33 % pour un second tour. Dans le cas contraire, il est procédé à un nouveau tour de scrutin. Le gouverneur entre en fonction après confirmation de l'élection par un décret du président de la république de Moldavie.

### Assemblée populaire
L'assemblée populaire de Gagaouzie (Gagauzia Halk Toplusu) est le parlement monocaméral de la région autonome. Elle est composée de 35 membres élus pour quatre ans au scrutin uninominal majoritaire à deux tours dans autant de circonscriptions.
La loi électorale moldave n'autorisant pas les partis politiques régionaux à partir des élections de 1999, l'assemblée de la minorité turcophone gagaouze est marquée par la forte présence de candidats indépendants, se regroupant souvent en des "mouvements civiques" non reconnus comme partis. Sont éligibles les Gagaouzes âgés de plus de 21 ans, résidant dans la circonscription où ils se présentent et n'ayant pas perdu leurs droits civiques.